# Juchnov
Juchnov (in russo Юхнов?) è una cittadina della Russia europea, nell'Oblast' di Kaluga, situata a 85 km da Kaluga sulle rive del fiume Ugra.
Ricordata in un documento del 1410, ha ottenuto lo status di città nel 1715 ed è capoluogo del rajon Juchnovskij.